# 羅比·葛洛斯曼
羅伯特·愛德華·葛洛斯曼（英語：Robert Edward Grossman，1989年9月16日—），為美國職棒大聯盟的外野手，目前效力於堪薩斯市皇家。他先前曾效力過太空人、雙城、運動家、老虎、勇士、遊騎兵與白襪等隊。

## 職業生涯
2008年美國職棒大聯盟選秀，葛洛斯曼原本是位預計在第一輪就能被選走的頭號新秀。不過他最終選擇就讀大學，使得他在選秀會上落榜。儘管如此，海盜隊依舊在第六輪選擇了他，並跟他簽訂了100萬美元的合約。

### 休士頓太空人
2013年4月24日，葛洛斯曼登上大聯盟。當時他還締造了連續13場比賽敲出安打的個人紀錄。隔年他出賽104場比賽，打擊率為2成33，並敲出6轟與37分打點。
2015年，葛洛斯曼多半待在小聯盟。最終他在球季結束後遭到球隊釋出。

### 明尼蘇達雙城
2015年12月11日，葛洛斯曼和印地安人簽下小聯盟合約，並受邀參加大聯盟春訓。2016年5月16日，他選擇跳脫合約加盟雙城隊。他在19日登上大聯盟，並於20日敲出全壘打。這年他的打擊率為2成46，並敲出9轟與45分打點。儘管他在季中因為拇指受傷導致球季末都在養傷，但他的打擊率、全壘打、得分和保送都寫下生涯新高。
2018年，葛洛斯曼繼續擔任球隊的指定打擊。該年他出賽129場比賽，打擊率為2成73，並敲出5轟與48分打點。11月30日，雙城隊選擇不與葛洛斯曼續約，葛洛斯曼因而投入自由市場。

### 奧克蘭運動家
2019年2月15日，葛洛斯曼和運動家隊簽下1年合約。不過該年他的表現不符預期，整季打擊率只有2成40，並敲出6轟與38分打點。2020年他的打擊率為2成41，並敲出8轟與23分打點。

### 底特律老虎
2021年1月5日，葛洛斯曼與老虎隊簽下2年1,000萬美元的合約。

### 亞特蘭大勇士
2022年8月1日，老虎將葛洛斯曼交易到勇士，換來Kris Anglin。

## 外部連結
- 球員資訊和成績在MLB ，ESPN ，Retrosheet ，Baseball Reference ，Baseball Reference (Minors) ，Fangraphs ，The Baseball Cube （英文）